# Fußball-Ostasienmeisterschaft der Frauen
Die Ostasienmeisterschaft der Frauen (engl.: Women’s East Asian Football Cup) ist ein von der East Asian Football Federation (EAFF) ausgetragenes Fußball-Turnier. Prinzipiell teilnahmeberechtigt sind die Frauen-Fußballnationalmannschaften der zehn Mitgliedsverbände der EAFF: China, Guam, Hongkong, Japan, Macau, Mongolei, Nordkorea, Südkorea, Taiwan und Nördliche Marianen, von denen die meisten sich aber bisher nicht für die Endrunde qualifizieren konnten.

## Geschichte
Während die Männer in Ostasien zunächst seit 1990 im Dynasty Cup und ab 2003 in der Fußball-Ostasienmeisterschaft ihren Meister ausspielten, wurde erst 2005 parallel zum Männerturnier eine Ostasienmeisterschaft der Frauen ausgetragen, an der Japan, die VR China sowie Süd- und Nordkorea teilnahmen. Erster Titelträger wurde Südkorea. Mit Ausnahme von 2010 als Chinesisch Taipeh statt Nordkorea teilnahm, sind diese vier Länder bisher die einzigen Teilnehmer. Für das Turnier 2013 hatte sich zudem Hongkong beworben, und Australien wurde eingeladen, am erstmals durchgeführten Qualifikationsturnier für die Endrunde teilzunehmen, konnte sich aber nicht qualifizieren. 2010 erhielt der Sieger Japan 50.000 $ Preisgeld, der Vizemeister 30.000 $, der Dritte 20.000 $ und der Vierte 15.000 $, bei den Männern wurde dagegen das zehnfache an Preisgeldern vergeben.

## Modus
An der Endrunde nehmen vier Mannschaften teil. Die Ostasienmeisterschaft wurde bisher immer im Ligaformat, ausgetragen, d. h., es gab keine Endspiele oder Spiele um den 3. Platz.

## Erstteilnahmen
Folgend alle Nationalmannschaften, die bisher an diesem Turnier teilgenommenen haben.
- Fett geschriebene Mannschaften wurden bei ihrer ersten Teilnahme Ostasienmeister.
- Kursiv geschriebene Mannschaften waren bei ihrer ersten Teilnahme Ausrichter.
- Mannschaften in Klammern nahmen unter einem anderen Namen zum ersten Mal teil.

| Jahr(e)   | Erstteilnehmer       | Erstteilnehmer       | Erstteilnehmer       | Erstteilnehmer       |
| --------- | -------------------- | -------------------- | -------------------- | -------------------- |
| 2005      | Japan                | Südkorea             | Nordkorea            | China                |
| 2008      | keine Erstteilnehmer | keine Erstteilnehmer | keine Erstteilnehmer | keine Erstteilnehmer |
| 2010      | Chinesisch Taipeh    |                      |                      |                      |
| 2013–2022 | keine Erstteilnehmer | keine Erstteilnehmer | keine Erstteilnehmer | keine Erstteilnehmer |

## Die Turniere im Überblick
| Jahr         | Gastgeber | Finalstände | Finalstände   | Finalstände   | Finalstände       |
| Jahr         | Gastgeber | Sieger      | Zweiter Platz | Dritter Platz | Vierter Platz     |
| ------------ | --------- | ----------- | ------------- | ------------- | ----------------- |
| 2005 Details | Südkorea  | Südkorea    | Nordkorea     | Japan         | China             |
| 2008 Details | China     | Japan       | Nordkorea     | China         | Südkorea          |
| 2010 Details | Japan     | Japan       | China         | Südkorea      | Chinesisch Taipeh |
| 2013 Details | Südkorea  | Nordkorea   | Japan         | Südkorea      | China             |
| 2015 Details | China     | Nordkorea   | Südkorea      | Japan         | China             |
| 2017 Details | Japan     | Nordkorea   | Japan         | China         | Südkorea          |
| 2019 Details | Südkorea  | Japan       | Südkorea      | China         | Chinesisch Taipeh |
| 2022 Details | Japan     | Japan       | China         | Südkorea      | Chinesisch Taipeh |
| 2025 Details | Südkorea  | Südkorea    | China         | Japan         | Chinesisch Taipeh |

## Rangliste
| Rang                  | Land              | Titel | Jahr(e)                | 2. Platz | 3. Platz | 4. Platz |
| --------------------- | ----------------- | ----- | ---------------------- | -------- | -------- | -------- |
| 1                     | Japan             | 4     | 2008, 2010, 2019, 2022 | 2        | 3        |          |
| 2                     | Nordkorea         | 3     | 2013, 2015, 2017       | 2        |          |          |
| 3                     | Südkorea          | 2     | 2005, 2025             | 2        | 3        | 2        |
| 4                     | China             |       |                        | 3        | 3        | 3        |
| 5                     | Chinesisch Taipeh |       |                        |          |          | 4        |
| Jeweilige Rekordmarke |                   |       |                        |          |          |          |